# Miss Kicki
Miss Kicki är en svensk‐taiwanesisk film från 2009 i regi av Håkon Liu. 

## Handling
Miss Kicki är ett relationsdrama om komplicerad moderskärlek; Kicki och hennes son Viktor försöker lappa ihop sina förlorade år tillsammans genom en semesterresa till Taiwan. Vad sonen inte vet är att Kicki egentligen mest åker dit för att få träffa affärsmannen Mr Chang, en man hon mött genom Internet.

## Om filmen
Miss Kicki är den norsk-taiwanesiska regissören Håkon Lius första långfilm.

## Rollista (i urval)
- Pernilla August - Kicki
- Ludwig Palmell - Viktor
- Huang He River - Didi
- Eric Tsang - Mr. Chang
- Ken - Receptionist
- Tsai jen-nan - Polismannen
- Gwen Yao - Ms. Chang

## Priser och utmärkelser
- Special Mention Award på Pusans internationella filmfestival, oktober 2009. "A perfect example of how “big” a “small” can be. The director’s talent shines and portrays multi-national issues, social problems, domestic conflict, friendship and other intricate dilemmas within simple drama. The script, acting and directing are all well composed."
- Rainer Werner Fassbinder Prize på Mannheim-Heidelbergs internationella filmfestival, november 2009. "The Rainer-Werner-Fassbinder Prize goes to MISS KICKI by Håkon Liu from Sweden, as it shows us in an exemplary manner, how an actress shapes a film. In ever surprising ways it shows us that cinema does not need many words to express the unsaid and inexpressible in human relationships."
- Telia Film Award på Stockholms filmfestival, november 2009. "Med ett subtilt och känsloladdat bildspråk tar filmen oss med på en inre och yttre resa, som beskriver den komplexa relationen mellan mor och son. Telia Film Award går till Miss Kicki av Håkon Liu."
- Variety Critics' Choice: Europe Now! på Karlovy Varys internationella filmfestival, juni 2010. "Swedish director Hakon Liu's Taiwan-set "Miss Kicki" ruefully plays on the poignancy of misunderstanding and misplaced hopes."
- Emerging Director, Narrative Feature Award på Asian American Film Festival, New York, juli 2010.